# Bohemian Grove

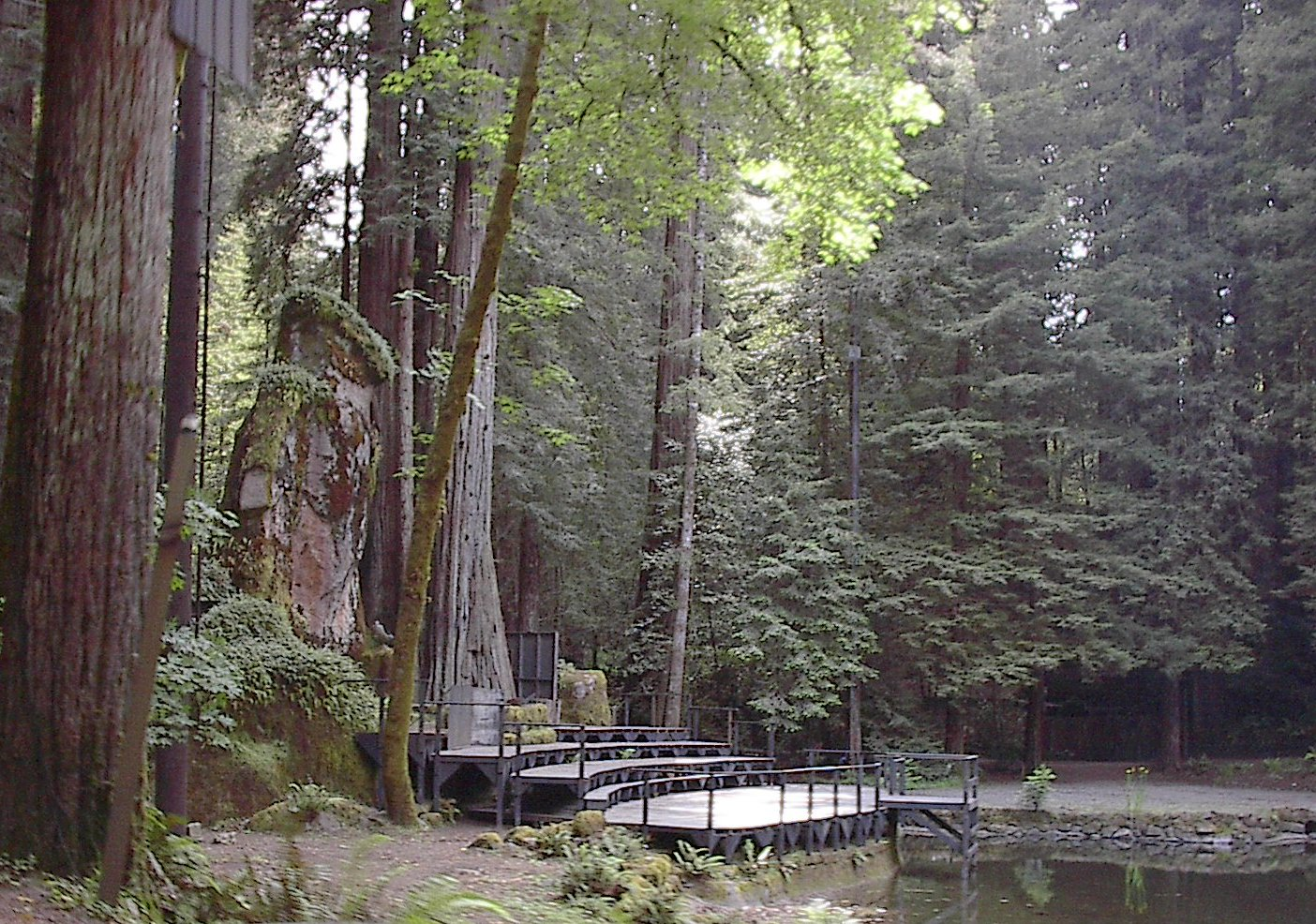
Interno del Bohemian Grove. Nella foto è visibile, a sinistra, lOwl Shrine, la statua del gufo che viene utilizzata durante le cerimonie rituali del luogo.

Il Bohemian Grove (traducibile dall'inglese come "boschetto dei bohemian", ovvero i membri dell'omonimo club) è un campeggio privato ubicato in California, negli USA.
Ampio circa 2.700 acri (1.100 ettari) è situato in un bosco presso 20601 Bohemian Avenue, a Monte Rio (California). Appartiene al circolo privato elitario noto come Bohemian Club che per due settimane, nella metà del mese di luglio di ogni anno, vi ospita alcuni degli uomini più ricchi e potenti del pianeta.
Il Bohemian Grove è noto anche per avere ospitato un incontro tra alcuni esponenti di punta del progetto Manhattan, nonché per gli spettacoli ricchi di riferimenti rituali che vi vengono organizzati.
Il motto del club è «Weaving spiders come not here» («I ragni tessitori non vengano qui»), il che significa che le preoccupazioni esterne e i pretesti per trovare occasioni di lavoro (in inglese networking, letteralmente «lavoro di rete») devono essere lasciati al di fuori della cerchia del club.

## Storia

### La fondazione

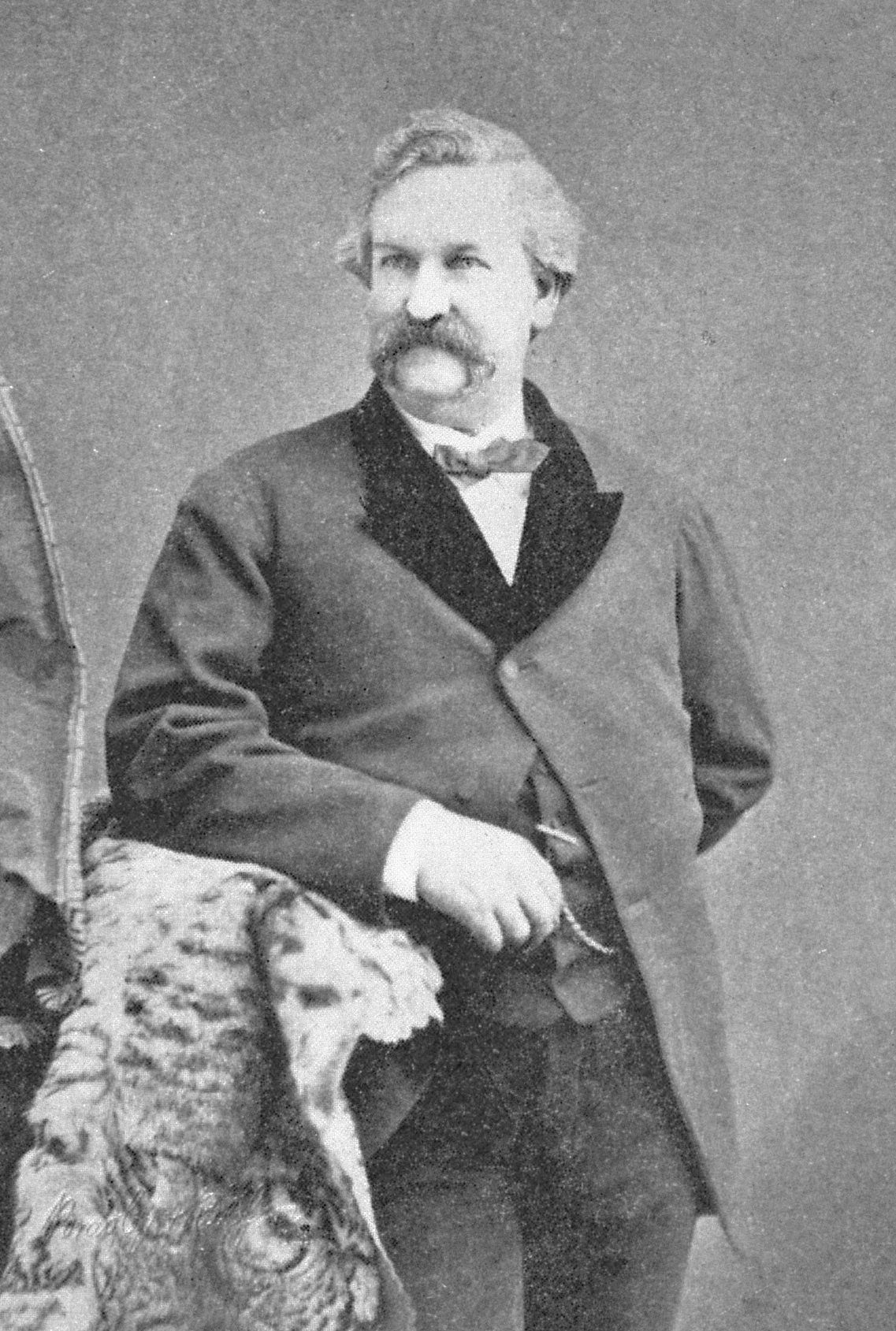
Henry Edwards nel 1871

La tradizione del Bohemian Grove ebbe inizio nel 1878, sei anni dopo la fondazione del Bohemian Club. Dopo aver dichiarato che si sarebbe trasferito da New York per proseguire la propria carriera artistica, l'attore ed entomologo Henry "Harry" Edwards organizzò il 29 giugno del 1878 una riunione con circa un centinaio di uomini in una foresta vicina a Taylorville, nella contea di Marin, per una cena in suo onore che si concluse con il pernottamento nel luogo. L'anno seguente i partecipanti organizzarono un'analoga riunione senza Edwards e decisero di mantenere questa tradizione con cadenza annuale. A partire dal 1882, anno della fondazione del Bohemian Club, i partecipanti campeggiarono in diverse zone delle contee di Marin e Sonoma; dal 1893 decisero di affittare l'attuale località divenendone i titolari sei anni più tardi.

Lo scrittore e giornalista William Henry Irwin dichiarò a proposito del luogo:
Nello stesso periodo, il Bohemian Grove venne requisito da prominenti uomini d'affari che finanziarono la creazione di nuovi servizi e l'acquisto di altre porzioni di terreno.

### Progetto Manhattan
Importanti accordi politici e commerciali sono stati sviluppati presso il Grove. Uno di essi fu un incontro tra alcuni dei principali esponenti coinvolti nella pianificazione del Progetto Manhattan, che ha successivamente portato alla bomba atomica. I partecipanti alla riunione, che avvenne nel mese di settembre del 1942, inclusero Ernest Lawrence, Robert Oppenheimer, diversi ufficiali militari, presidenti delle Università di Harvard, Yale e Princeton, nonché rappresentanti della Standard Oil e della General Electric. I membri del Grove si definiscono orgogliosi di questo fatto, e sono soliti raccontarlo ai nuovi arrivati.

## Caratteristiche
I partecipanti del Bohemian Grove sono i membri del Bohemian Club: un'organizzazione di soli maschi che include artisti (soprattutto musicisti), uomini d'affari, funzionari di governo (inclusi alcuni presidenti degli Stati Uniti), proprietari di media e uomini di potere. I bohemians possono invitare ospiti nella zona in qualsiasi momento, a patto che i minorenni e le persone di sesso femminile escano dal luogo durante le ore serali.
L'area principale del Bohemian Grove si estende per 160 acri (0,65 chilometri quadrati), coperti da sequoie sempreverdi millenarie la cui altezza può superare i 90 metri d'altezza. Oltre a disporre di ristoranti, alberghi e vari locali gestiti da dipendenti, il luogo presenta due palchi, un lago artificiale e altri luoghi di intrattenimento. Ci sono inoltre innumerevoli spazi di campeggio privati, spesso patrilineari, destinati al relax.

## Simbolismi e rituali

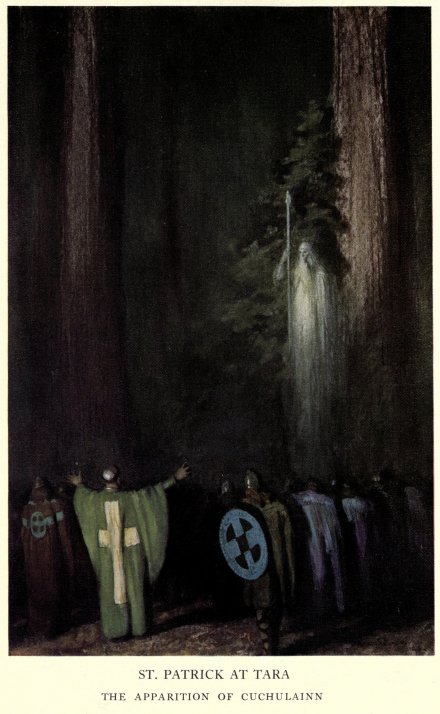
Illustrazione raffigurante un Grove Play durante il quale appare lo spirito di Cú Chulainn di fronte a San Patrizio

I partecipanti alle cerimonie che si svolgono nel luogo vengono definiti bohemians (che in inglese indica i bohèmien), bohos o grovers.

### Cremation of Care
Presso il lago artificiale del Bohemian Grove si tiene ogni anno una cerimonia fortemente ricca di riferimenti simbolici e rituali nota come Cremation of Care che, secondo quanto riportato, servirebbe a "esorcizzare il Demonio per garantire il successo delle due settimane successive". Essa avviene di fronte all'Owl Shrine: una grande statua raffigurante un gufo (simbolo della conoscenza) che viene utilizzata, dal 1929, come sfondo coreografico. La statua è in cemento e presenta al suo interno un impianto audio che serve a riprodurre la registrazione della sua "voce" durante i riti. La Cremation of Care venne celebrata per la prima volta nel 1881 e la sua trama narrava, in origine, la storia dello spirito di Care che, dopo essere stato ucciso dall'eroe Jinks, viene cremato solennemente. La cerimonia rituale servirebbe come "catarsi per elevare gli spiriti repressi" e "inscenare simbolicamente la salvezza degli alberi da parte del club". Il rituale è accompagnato da musiche ed effetti pirotecnici.

### Grove Play
Durante l'ultimo weekend del Bohemian Grove viene organizzata una seconda esibizione nota come Grove Play. Dal 1902, anno in cui venne allestito il primo Grove Play, la celebrazione veniva eseguita insieme alla Cremation of Care, ma dal 1913 si decise di tenerle in momenti diversi. Nel 1975 il costo della cerimonia venne stimato tra i 20 000 e i 30 000 USD. I riti sono scritti e musicati dai membri del club, nonché accompagnati da coreografie spettacolari includenti cori, orchestra e attori.

### Giovanni Nepomuceno
Il santo patrono del club è Giovanni Nepomuceno, la cui leggenda narra che soffrì la morte per mano di un monarca boemo piuttosto che rivelare alcuni segreti confessionali. Presso le rive del lago è presente una sua figura intagliata nel legno, mentre indossa abiti clericali e pone l'indice sulle labbra, che simboleggia la segretezza mantenuta dai partecipanti del Grove nel corso della sua lunga storia.

## Infiltrazioni
La segretezza del Bohemian Grove, le sue cerimonie rituali e la presenza di uomini di potere hanno spinto diverse persone ad entrarvi per documentare ciò che avviene al suo interno. Il Bohemian Grove Action Network di Occidental organizza proteste e ingaggia giornalisti da infiltrare nel campeggio. Diversi individui sono riusciti ad entrare e a riportare testimonianze riguardanti le attività che vengono organizzate nella località.

Nel 1989, il giornalista Philip Weiss entrò nel Grove spacciandosi per ospite e riportò quanto aveva scoperto in un articolo intitolato Inside Bohemian Grove. Egli dichiarò: 

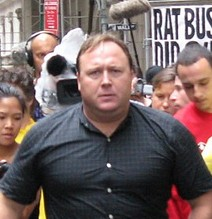
Alex Jones

Nel 2000, il controverso teorico della cospirazione Alex Jones entrò insieme al suo cameraman nel bosco. Grazie ad una telecamera nascosta, Jones riuscì a filmare la Cremation of Care, oggi visibile nei documentari Dark Secrets: Inside Bohemian Grove e Secret Rulers of the World. Jones sostiene che quella cerimonia sia ricca di antichi riferimenti "luciferini, cananei e babilonesi" mentre la statua del gufo rappresenterebbe il dio Moloch.
Jon Ronson riporta le sue impressioni del rituale nel libro Them: Adventures With Extremists in cui dichiara:
Nel 2002 un uomo di nome Richard McCaslin venne arrestato dopo essersi infiltrato nel Grove munito di armi.
Nel 2005, dopo essere stato assunto come dipendente, l'attivista Chris Jones (non parente del già citato Alex Jones) entrò nel Grove e colse l'occasione per riprendere con una videocamera l'interno del luogo, incluso l'Owl Shrine, e rubare una lista dei partecipanti. Jones dichiarò inoltre di essere stato invitato diverse volte ad avere rapporti sessuali con alcuni bohemians.